# Южное кладбище (Томск)
Южное (употребляется также название Коларовское) кладбище — некрополь в Томске, закрытый для новых захоронений. Находится на выезде из города по Коларовскому тракту. Площадь 19 га, около 22 500 захоронений. Адрес: Коларовский тракт, 5. Курируется муниципальным казённым учреждением Города Томска «Служба городских кладбищ».
Кладбище вытянуто с юга на север, на западе примыкает к железнодорожному пути Томск-Тайга, на востоке — к Коларовскому тракту.

## История
Кладбище основано в 1939 году.
В годы Великой Отечественной войны, начиная с 1942 года, на Южном кладбище было захоронено около тысячи воинов, умерших от ран в военных госпиталях Томска. Здесь же братская могила 20 курсантов Томского артиллерийского училища, погибших 21 февраля 1944 года (взрыв произошёл в классе во время занятий из-за неосторожного обращения с боевой миной).
При закрытии Преображенского кладбища в Томске (в июне 1959 года) с него сюда было перенесено часть захоронений, в частности: председателя Томской губернской ЧК А. В. Шишкова и томского архиерея Димитрия (Беликова).
В 1959 году в ознаменование пятнадцатилетия со дня разгрома немецко-фашистских захватчиков было принято решение о создании на кладбище мемориального комплекса. Открытие мемориала состоялось 9 мая 1960 года.
Кладбище действовало до 1962 года, со временем стало главным томским кладбищем. Здесь похоронены академики В. Д. Кузнецов, Н. В. Вершинин, А. Г. Савиных, М. А. Усов (захоронение перенесено с Преображенского кладбища при его ликвидации), профессора и преподаватели томских вузов.

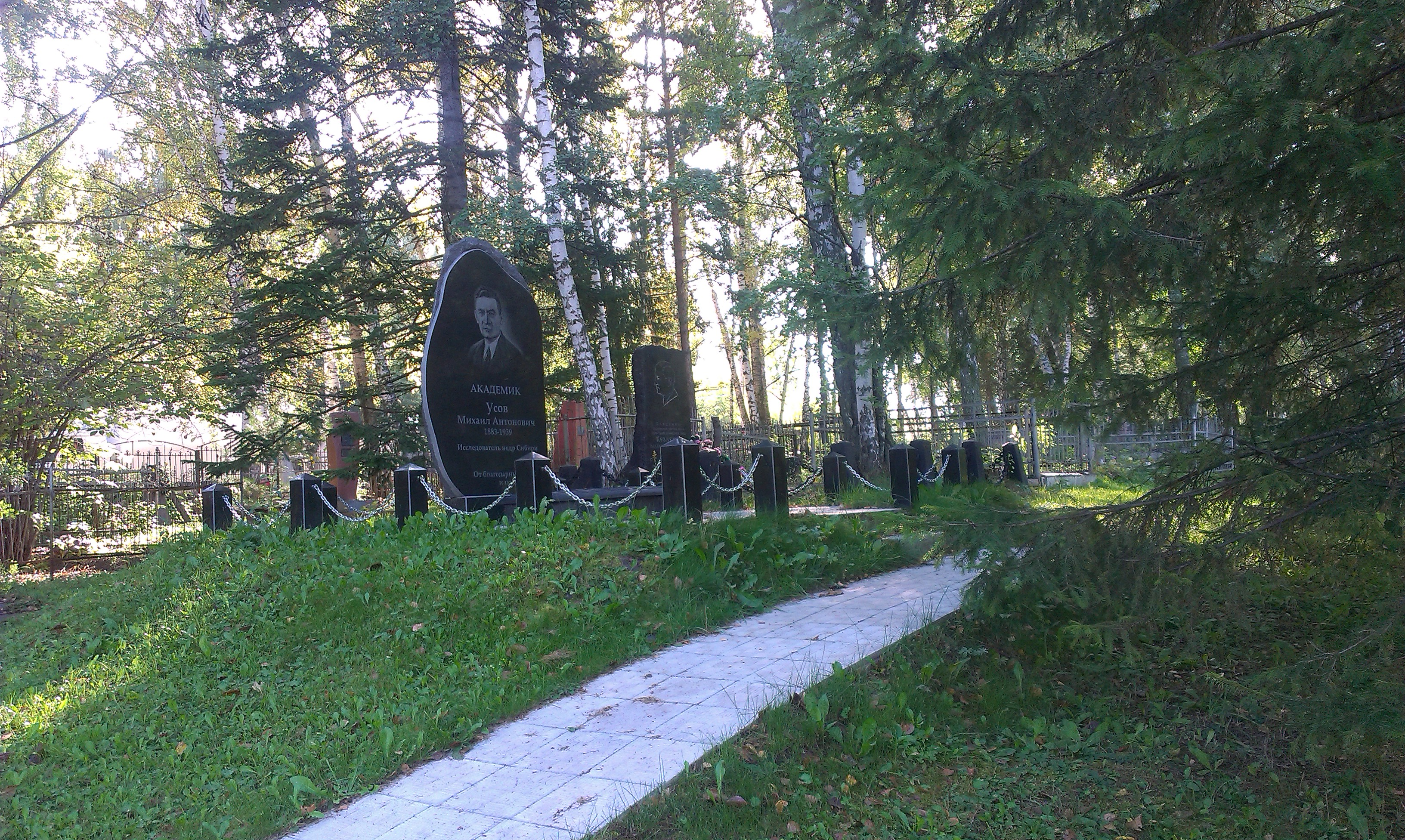
Академические захоронения на Южном кладбище

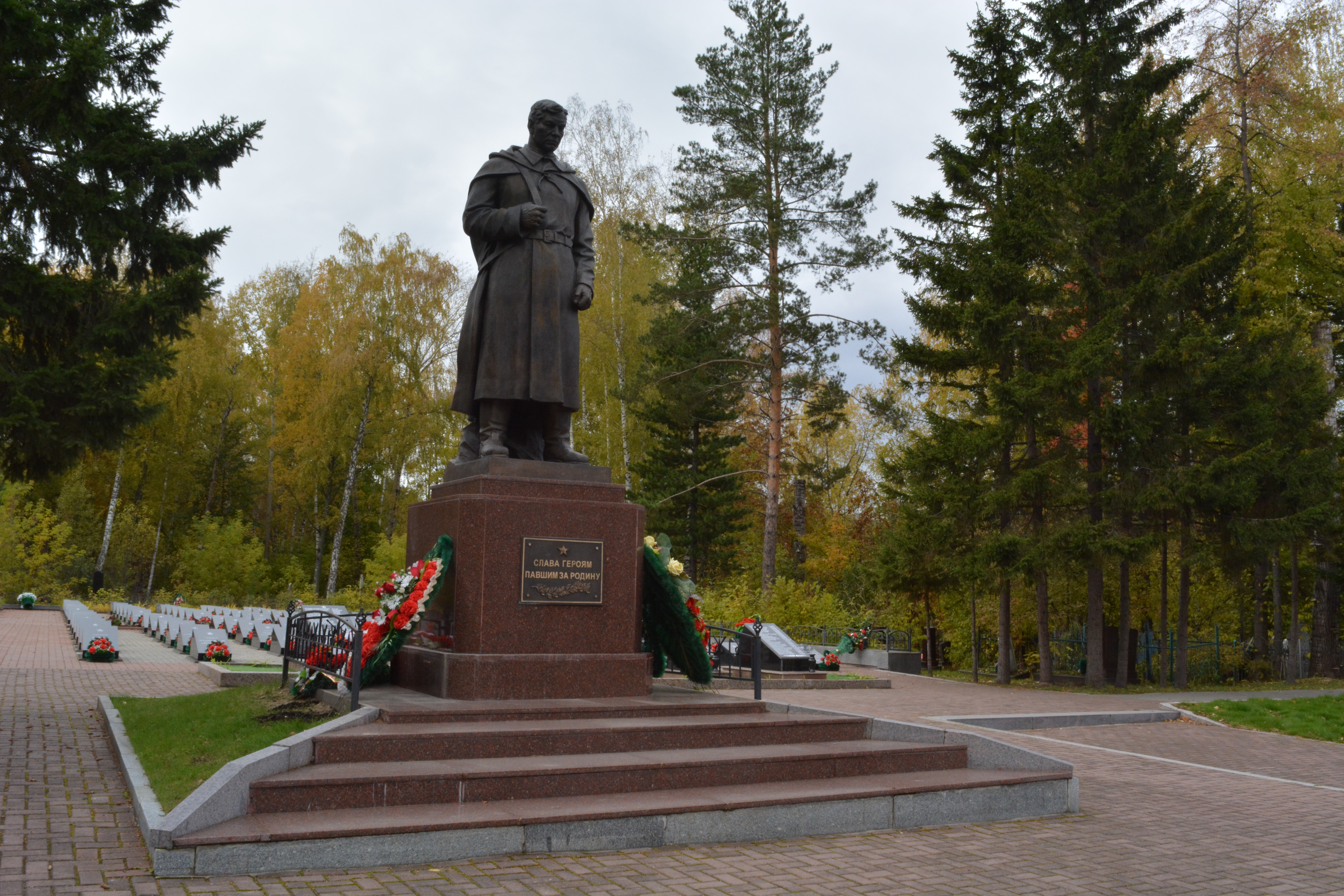
Воинский мемориал

В 1966 году по решению городского совета Томска кладбище было занесено в список особо охраняемых мемориальных зон. В 1975 году была проведена реконструкция части кладбища, с правой стороны центральной аллеи, на возвышенности, по проекту архитекторов Н. К. Яковлева и В. Р. Новикова были оборудованы 300 могильных холмов со стелами с именами и воинскими званиями похороненных на кладбище воинов. На склоне холма установлен ряд мраморных и гранитных плит с именами ещё 618 похороненных.

## Современность
В 2010 году мемориал был обновлён, установлена бронзовая фигура воина. Тогда же обсуждался вопрос об открытии кладбища для новых захоронений.
В сентябре 2013 года на кладбище захоронены останки двух участников Великой Отечественной войны, родившихся на территории нынешней Томской области.
В 2017—2019 годах на кладбище проведены масштабные благоустроительные работы, приуроченные к предстоящему 75-летию Победы в Великой Отечественной войне, в результате которых были отремонтированы памятники, посажены новые и спилены засохшие деревья и обновлён мемориальный комплекс.

## Известные захоронения
См. категорию Похороненные на Южном кладбище в Томске